# Inducido

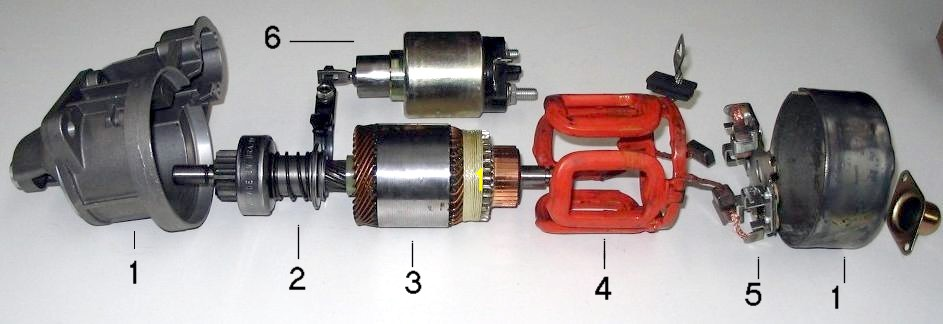
Motor eléctrico, 1) Carcasas de cierre 2) Engrane bendix 3) Inducido
4) Estator
5) Contactos del inducido (escobillas)
6) Electroimán solenoide.

En el contexto de las máquinas eléctricas, el inducido es la parte de la máquina rotativa donde se produce la transformación de energía eléctrica en energía mecánica mediante inducción electromagnética.
En las máquinas de corriente continua el inducido es la parte giratoria o rotor, y está formado por un tambor construido de chapas apiladas de hierro al silicio de 0,5 mm de espesor con una serie de ranuras longitudinales en su periferia, en cuyo interior se alojan las bobinas donde se induce la fuerza electromotriz cuando este gira dentro del campo magnético creado por el inductor.
Los extremos de las bobinas están conectadas a unas láminas de cobre, llamadas delgas, dispuestas en la periferia de un cilindro aislante, llamado colector, que se encarga de conectar las bobinas con el circuito exterior de la máquina mediante unas escobillas de carbón estáticas que rozan sobre las delgas.
En los alternadores, el inducido es la parte fija de la máquina o estator, y está formado por un cilindro hueco de chapas apiladas de acero al silicio con las ranuras en la parte interior, donde se alojan las bobinas. En estas se induce la fuerza electromotriz cuando el inductor gira en el interior del inducido. Las bobinas del inducido se conectan a unas bornas que están en el exterior de la carcasa de la máquina con el fin de conectarlas al circuito exterior al que entregan la corriente inducida.